# Ґеринович Олександр Володимирович
Ґеринович (Геринович) Олександр Володимирович (10 березня 1913, Самбір, нині Львівської області — 3 лютого 1997, Детройт, Мічиган, США) — лібретист, музичний режисер.

## З життєпису
Навчався у Московській військово-інженерній академії (1930-і рр.). Після арешту батька у грудні 1932 року був висланий до Томська, згодом до Новосибірська.
У 1940—1941 та 1946—1948 роках — завідувач літературної частини Львівського театру опери та балету. Під час другої світової війни керував концертними бюро Львова, організовував концерти хорів, ансамблів, оркестрів, окремих солістів. У 1944 — в концтаборі «Штрассгоф».
1948 року заарештований КДБ. До 1955 року перебував у ВТТ Воркути та Магадану.
Після повернення був одним із засновників (1958) і старшим режисером (до 1990) музичної редакції Львівського телебачення.
1992 року емігрував до США.

## Твори
Є автором лібрето до балетів – «Сопілка Довбуша» Р. Сімовича (1948), «Сойчине крило» (1956), «Орися» (1964) А. Кос-Анатольського, «Венеціанський купець» Л. Ярошевської (1965), «Лис Микита» І. Вимера (1970).